# Duinen Terschelling
Duinen Terschelling is een Natura 2000-gebied (gebiedsnummer 4) op het Waddeneiland Terschelling met de classificatie 'duinen'.
In het gebied komen vooral uitgestrekte droge duingraslanden en heidebegroeiingen voor, met daarin vele bijzondere soorten korstmossen, mossen en hogere planten. De daartussen gelegen duinvalleien kennen een breed scala aan variatie, van open water tot knopbiesbegroeiingen en zure berkenbossen. 
Dit gebied is op 26 februari 2009 definitief aangewezen als Natura 2000-gebied. 
Enkele duinen in het gebied zijn: Kaapsduin en Seinpaalduin bij West-Terschelling en de Kaapsduin bij Oosterend.